# فراشة البكورية الطبية
فراشة البكورية الطبية أو الفراشة الغبراء الصفراء (الاسم العلمي Colias croceus)، نوع فراش من حرشفيات الأجنحة وفصيلة الكرنبيات.
وهي واحدة من أكثر الفراشات أنتشارًا في أوروبا، وتوجد أيضًا في تركيا وشمال أفريقيا والشرق الأوسط (جريدة) وفي شمال وسط سيبريا، وبالكاد توجد في جنوب الهند، ولم يسجل لها أي وجود في آسيا الوسطى.

## معرض صور

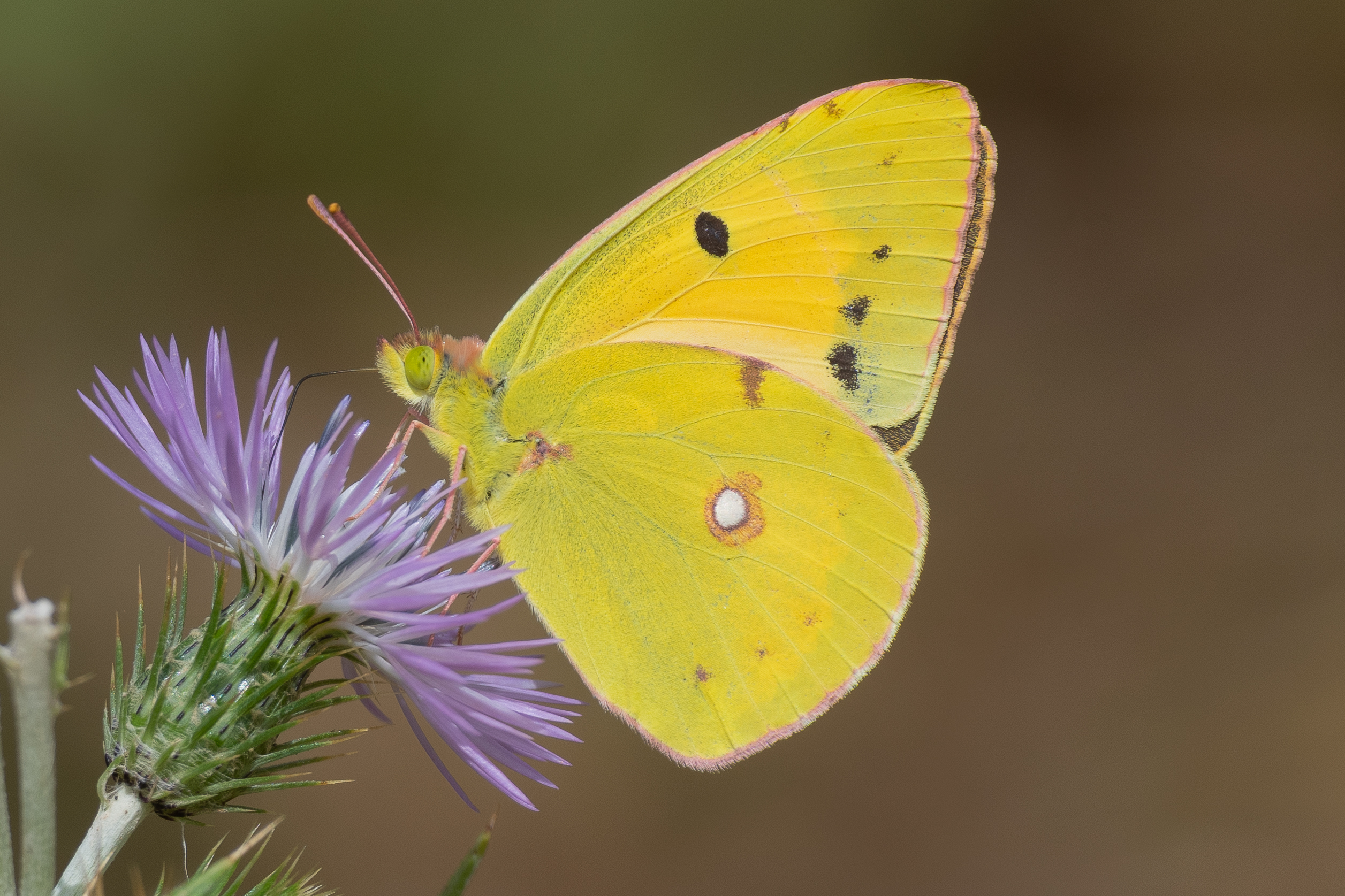
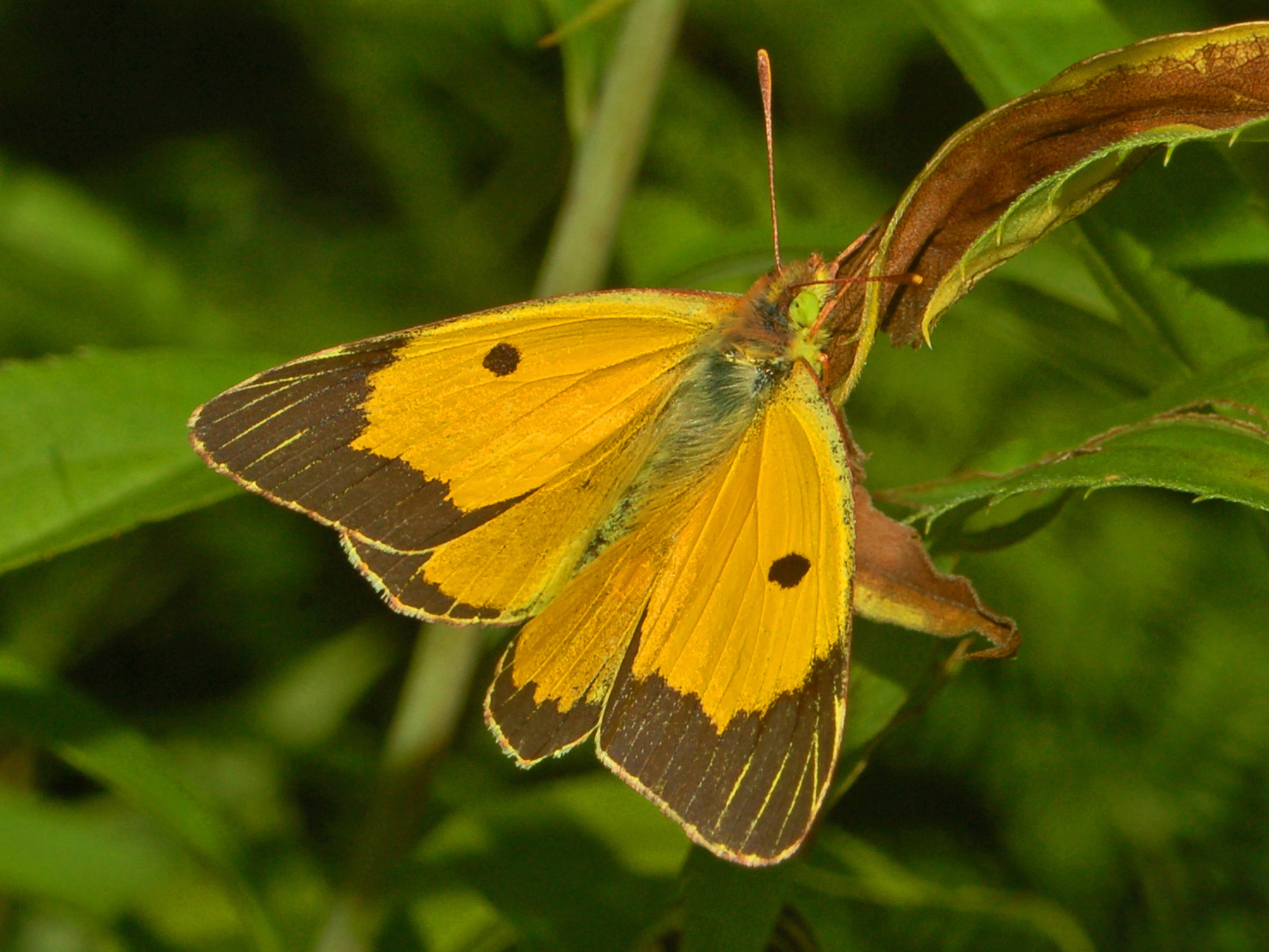
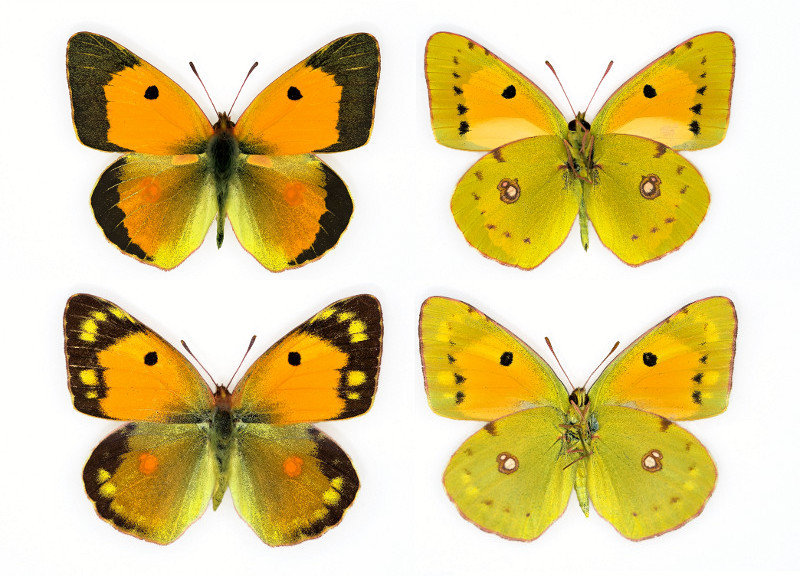
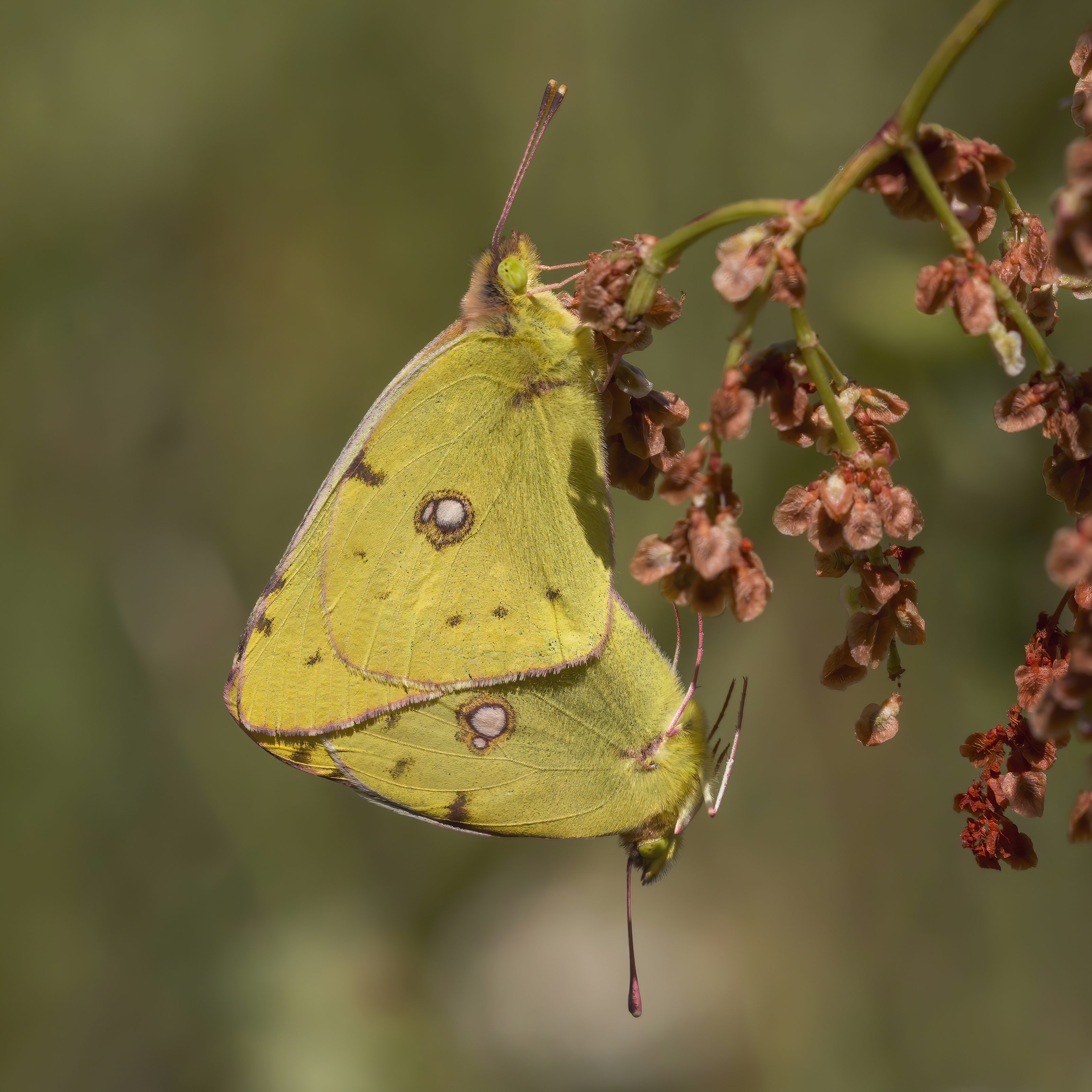
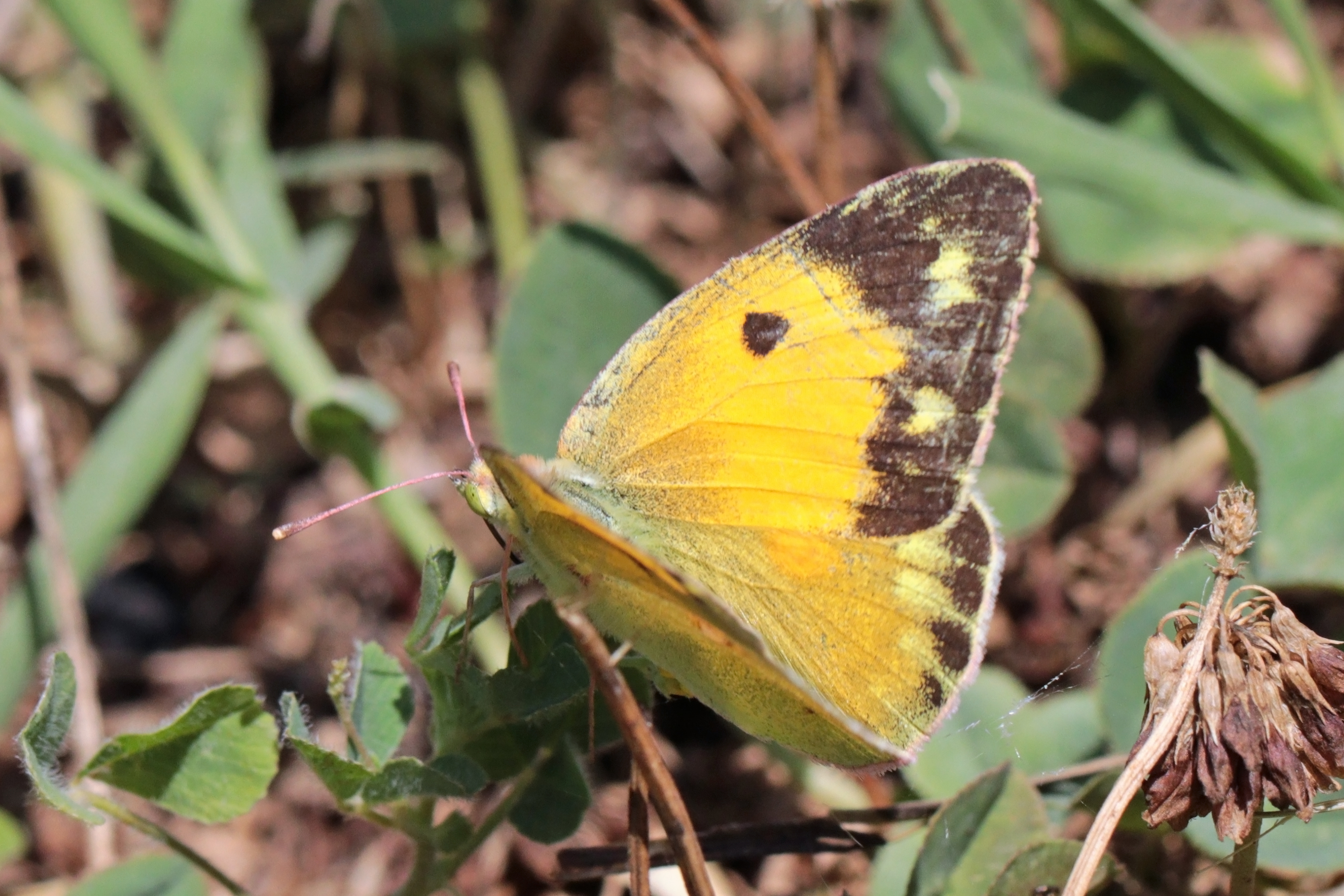